# العقداء الأربعة
عقداء الأربعة أو كما عرفوا بالإنجليزية واللغات الأخرى بالمربع الذهبي (Golden Square) مجموعة من أربعة ضباط من القوات المسلحة العراقية لعبوا دورًا في السياسة العراقية طوال عقد الثلاثينيات وأوائل عقد الأربعينيات من القرن العشرين. توجت أنشطة العقداء الأربعة بدعم من رشيد عالي الكيلاني في الإطاحة بالحكومة عام 1941.

## خلفية تاريخية
كان أعضاء المربع الذهبي هم العقيد صلاح الدين الصباغ، العقيد كامل شبيب، العقيد فهمي سعيد ، والعقيد محمود سلمان. خلال الحرب الأنجلو-عراقية ، قاد العقداء الأربعة الوحدات الموجودة في منطقة بغداد. كان صلاح الدين الصباغ قائد فرقة المشاة العراقية الثالثة. كمال شبيب قاد فرقة المشاة الأولى. قاد فهمي سعيد اللواء الآلي المستقل. كان محمود سلمان قائد القوات الجوية.

## التأثير والأيديولوجية
العقداء الأربعة كانوا من ضمن الضباط العسكريين الذين تأثروا إلى حد كبير بالسفير الألماني فريتز غروبا ، وكان لهُ بدوره تأثير كبير على السياسة في العراق خلال عقد الثلاثينيات من القرن العشرين وأوائل عفد الأربعينيات من القرن العشرين. كان العقداء الأربعة مناهضين لبريطانيا بشدة. مع مرور الوقت، مثل هؤلاء الرجال قوة حقيقية حيث سعت الحكومات العراقية المتعاقبة إلى الحصول على دعم الجيش للبقاء في سدة الحكم. دعى العقداء الأربعة ألمانيا لدعمهم، وشجعهم غروبا بحماس على فعل ذلك. في 1 أبريل 1941، أطلق رشيد عالي الكيلاني والعقداء الأربعة انقلاب لإسقاط حكم الوصي على العرش، الأمير عبد الإله بن علي. انتهت الحرب الأنجلو-عراقية اللاحقة بشكل كارثي بالنسبة لرشيد عالي الكيلاني والعقداء الأربعة الذين فر معظمهم من العراق مع اقتراب البريطانيين من بغداد.

## معرض الصور

رشيد عالي الكيلاني مع أدولف هتلر.
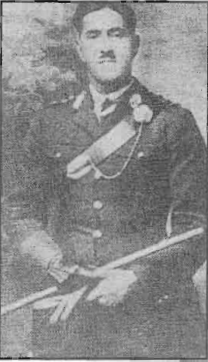
صلاح الدين الصباغ
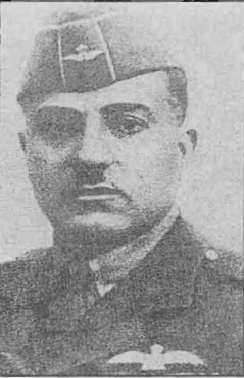
محمود سلمان
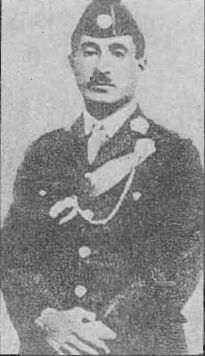
فهمي سعيد
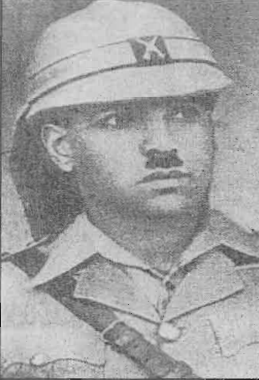
كامل شبيب

## انظر ايضا
- القوات المسلحة العراقية
- القوة الجوية العراقية
- حزب الإخاء الوطني